# Chitala
Genre
Chitala est un genre de poisson de la famille des Notopteridae.
Il possède 6 espèces, vivantes en Asie et Indonésie et la plupart des spécimens peuvent atteindre 100cm.

## Liste des espèces
Selon FishBase (31 mai 2015):
- Chitala blanci (d'Aubenton, 1965)
- Chitala borneensis (Bleeker, 1851)
- Chitala chitala (Hamilton, 1822)
- Chitala hypselonotus (Bleeker, 1851)
- Chitala lopis (Bleeker, 1851)
- Chitala ornata (Gray, 1831)